# Weteraniw
Weteraniw (ukr. Ветеранів, ros. Ветеранов) – przystanek kolejowy w miejscowości Klewań, w rejonie rówieńskim, w obwodzie rówieńskim, na Ukrainie. Leży na linii Zdołbunów – Kowel.